# Phacodes validus
Phacodes validus är en skalbaggsart som beskrevs av Blackburn 1891. Phacodes validus ingår i släktet Phacodes och familjen långhorningar. Inga underarter finns listade i Catalogue of Life.